# Aptos Hills-Larkin Valley
Aptos Hills-Larkin Valley est une census-designated place du comté de Santa Cruz, dans l'État de Californie, aux États-Unis,. En 2020, elle compte une population de 2 383 habitants.